# Eugène Marais
Eugène Marais foi um advogado, naturalista, poeta e escritor sul-africano, autor do poema Winternag (Noite de inverno) considerado o primeiro poema em afrikaans de mérito literário.
Marais nasceu em Pretória, o último de 13 filhos de Jan Christiaan Nielen Marais and Catharina Helena Cornelia van Niekerk. Frequentou escolas em Pretória, Boshof e Paarl, e embora de uma família Afrikaans, concluiu grande parte dos seus estudos em escolas inglesas, razão pela qual começou a escrever os seus poemas em inglês. Acabou a escola aos 16 anos, e logo começou a trabalhar num escritório de advogados em Pretória e depois como jornalista. Aos 20 anos lançou o jornal Land en Volk (País e Povo). Envolveu-se na política a nível local. Enquanto lutava contra o vício por morfina, Marais foi para Londres estudar medicina, mas os amigos convenceram-no a estudar direito.

## Primeira Guerra dos Bóeres
Quando rebentou a Primeira Guerra dos Bóeres em 1899, Marais encontrava-se em Londres. Foi dispensado como estrangeiro inimigo. Na fase final da guerra, juntou-se a uma expedição alemã para enviar munições e medicinas para os comandos Bóeres através da África Oriental Portuguesa (agora Moçambique). No entanto, ficou doente com malária em Moçambique e antes de conseguir fazer a entrega terminou a guerra.

## Etologia
A partir de 1905 Marais estudou a natureza no bioma de Waterberg (Montanha de Água), uma área virgem a norte de Pretória, onde ele escreveu em afrikaans sobre os animais que aí observou. O estudo que fez sobre as térmitass (cupins) levaram-no à conclusão de que a colónia devia ser vista como um único organismo. Esta ideia passou despercebida por gerações até ser levada a sério e ser mais desenvolvida por Richard Dawkins. Marais estudou minuciosamente um bando de babuínos e destas observações surgiram vários artigos publicados em revistas e os livros My Friends the Baboons ('Meus amigos, os babuínos') e The Soul of the Ape (a alma do macaco). Marais é reconhecido como o pai do estudo científico do comportamento dos animais, a Etologia. No Waterberg, Marais estudou ainda a mamba-preta, a Naja mossambica (um tipo de cobra-de-capelo) e a biúta (Bitis arietans, conhecida por surucucu em Angola e Moçambique).
Como chefe do Segundo Movimento da Língua Africâner, Marais preferia escrever em africâner. O seu trabalho foi traduzido para várias línguas quando ele já estava idoso ou mesmo após a sua morte. O livro Die Siel van die Mier ('A alma da térmita') foi plagiado pelo Nobel Maurice Maeterlinck, que publicou La Vie des Termites ('A vida das térmitas') em 1926, apropriando-se de muitas das ideias revolucionárias de Marais e fazendo-as passar por suas. Como belga, Maeterlinck — embora de expressão francesa — falava neerlandês, língua-mãe do africâner. Na época, era comum artigos publicados em africâner serem republicados em revistas de  língua neerlandesa. Marais pensou em processar o belga, mas desistiu, devido à dificuldade imposta pela distância e logística.

## Obra

### Trabalhos científicos
- Die Siel van die Mier - A alma do salalé, série de artigos publicados entre 1925 e 1926 na revista Die Huisgenoot
- Die Siel van die Mier - A alma do salalé, livro publicado em 1934
- My Friends the Baboons - Os meus amigos os babuínos
- The Soul of the Ape - A alma do macaco, concluído em 1919, mas publicado pela primeira vez em 1969

### Trabalhos literários
- Burgers van die Berge (1938)
- Die Huis van Vier Winde
- Die Leeus van Magoeba en Ander Verhale - Os leões de Magoeba e outros contos(1934)
- Spore in die Sand en Ander Vertellings - Pegadas na areia e outras histórias
- The Road to Waterberg and Other Essays
- "Waar die Blomme Geur": Toneelspel vir Kinders in Een Bedryf (1933)

### Poesia
- Versamelde Gedigte (1933) - Colectânea

### Noite de Inverno
Versos do mais famoso poema de Marais, Noite de Inverno, reconhecido como o primeiro poema em afrikaans com mérito literário:
| “ | Ó como é frio o ventinho e magro, e brilha na luz fosca e nu, tão largo quão a misericórdia do Senhor, jazem os campos à luz da lua e à escura E alto nas montanhas, espalhado entre os fogos, as sementes do capim sussurram como mãos que acenam. Ó triste a musiquinha que vem acompanhada do vento do leste, Como o canto de uma menina Abandonada ao seu amor. Em cada dobra de espiga de capim brilha uma gota de orvalho, e logo se torna pálida vira geada ao vento! | ” |

## Legado e reconhecimento
Marais é lembrado com uma espécie de cicadácea, Encephalartos eugene-maraisii, descoberta por ele e que hoje carrega o seu nome. O seu trabalho pioneiro foi citado por entre outros Robert Ardrey). Sendo o primeiro a estudar o comportamento de primatas em estado natural, as suas observações continuam a ser citadas em estudos biológicos  evolucionários contemporâneos.
O seu nome perdura hoje no prémio Eugene Marais Prize in Conservation Ecology na África do Sul.
Na literatura, é lembrado num dos mais prestigiados prémios da África do Sul O Prémio Eugène Marais da Literatura.